# OneRepublic
OneRepublic (с англ. — «Одна республика») — американская поп-рок группа из Колорадо-Спрингс, известность которой принёс сингл «Apologize», ставший в США трижды платиновым и достигший третьего места в хит-параде Великобритании 11 ноября 2007 года. Ремикс на песню был включён в альбом Timbaland «Shock Value» и в дебютный альбом OneRepublic «Dreaming Out Loud».

## История
Группа была основана в 2002 году в Колорадо-Спрингс вокалистом Райаном Теддером и его школьным другом Заком Филкинсом, игравшим на гитаре. Изначально группа называлась Republic. Вскоре группа перебралась в Лос-Анджелес и дополнилась клавишником Дрю Брауном, басистом Тимом Майерсом и ударником Эдди Фишером. Подписав в 2003 году контракт с лейблом Columbia Records, группа взялась за работу над своим дебютным альбомом. Название было изменено на OneRepublic, так как прежнее название уже использовалось другими коллективами. Параллельно Райан Теддер работал на известного продюсера Тимбалэнда, писал песни для различных исполнителей, участвовал в работе над номинированным на «Грэмми» альбомом Пола Окенфолда A Lively Mind.
После двух с половиной лет работы над альбомом и всего за два месяца до его планируемого выпуска руководство Columbia Records решило расторгнуть контракт с OneRepublic. В то время группа стремительно набирала популярность на «MySpace», благодаря чему музыканты подписали контракт со студией звукозаписи Тимбалэнда Mosley Music group, став первой поп-группой, работающей с этой компанией. В 2007 году группу покинул Тим Майерс, на замену которому пришёл Брент Катцл.
В апреле 2007 года вышел альбом Тимбалэнда Shock Value, содержавший ремикс песни Райана Теддера «Apologize». Сингл с ремиксом имел большую популярность и стал трижды платиновым в США, а общее количество проданных по всему миру копий достигло пяти миллионов. «Apologize» восемь недель пробыл на вершине американского хит-парада Pop 100 и достиг второй строчки общего песенного чарта Hot 100, песня также вошла в саундтрек немецкой кинокомедии «Красавчик». 20 ноября 2007 года вышел дебютный альбом группы Dreaming Out Loud, быстро ставший золотым. После своего первого успеха музыканты OneRepublic выступали на телевидении, в том числе исполнили свою песню «Apologize» вместе с Дэвидом Арчулетой в финале шоу American Idol, в 2008 году отправились в концертный тур вместе с Maroon 5 и Брэнди Карлайл.
24 сентября 2008 года во время концерта в Лондоне группа объявила о работе над новым альбомом, выпуск которого был намечен на лето 2009 года. Работа над вторым альбомом под названием Waking Up велась в Денвере. Его выпуск с некоторой задержкой состоялся 17 ноября 2009 года. Waking Up достиг 21 строчки в хит-параде Billboard 200. Также в 2009 году группа записала с Леоной Льюис песню «Lost Then Found» для её второго альбома Echo. Песня «Secrets» с альбома «Waking Up» была использована в фильме «Ученик чародея», но в официальный саундтрек не вошла, также она звучит в фильме «Красавчик 2». Песня «Good Life» была использована в фильме «Отличница лёгкого поведения», а также в фильме «Один день», вышедшем в России 18-го августа 2011 года.
Песня «I Ain’t Worried» была использована в фильме «Top Gun: Maverick».
В мае 2024 года группа, совместно с итальянской группой MEDUZA и немецкой певицей Leony, записала песню «Fire» которая стала официальной песней Чемпионата Европы по Футболу 2024.

## Состав
Нынешние участники:
- Райан Теддер (с 2002 года) — вокал, гитара, фортепиано
- Зак Филкинс (с 2002 года) — гитара, бэк-вокал, скрипка
- Эдди Фишер (с 2004 года) — барабаны, перкуссия
- Брент Катцл (с 2007 года) — виолончель, бас-гитара
- Дрю Браун (с 2002 года) — гитара
- Брайан Уиллетт (с 2012 года) — клавишные

Бывшие участники:
- Джеррод Беттис (2002—2004) — барабаны
- Тим Майерс (2004—2007) — бас-гитара

## Дискография
- Dreaming Out Loud (2007)
- Waking Up (2009)
- Native (2013)
- Oh My My (2016)
- Human (2021)
- Artificial Paradise (2024)